# Roald Jensen
Roald "Kniksen" Jensen (ur. 11 stycznia 1943 w Bergen, zm. 6 października 1987 tamże) – norweski piłkarz występujący na pozycji pomocnika. Na jego cześć przyznawana jest Nagroda Kniksena.

## Kariera klubowa
Jensen treningi rozpoczął w zespole Dynamo. W 1956 roku dołączył do juniorów SK Brann, a w 1959 roku został włączony do jego pierwszej drużyny. W sezonie 1963 zdobył z zespołem mistrzostwo Norwegii. W 1965 roku przeszedł do szkockiego Hearts. W sezonie 1964/1965 wywalczył z nim wicemistrzostwo Szkocji, a w sezonie 1967/1968 dotarł do finału Pucharu Szkocji. W 1971 roku wrócił do Brann. W sezonie 1972 zdobył z nim Puchar Norwegii. W 1973 roku zakończył karierę.

## Kariera reprezentacyjna
W reprezentacji Norwegii Jensen zadebiutował 22 czerwca 1960 w przegranym 1:2 towarzyskim meczu z Austrią. 28 sierpnia 1960 w wygranym 6:3 pojedynku Mistrzostw Nordyckich z Finlandią strzelił pierwszego gola w kadrze. W latach 1960–1971 w drużynie narodowej rozegrał 31 spotkań i zdobył 5 bramek.